# Oasis of the Seas (судно)

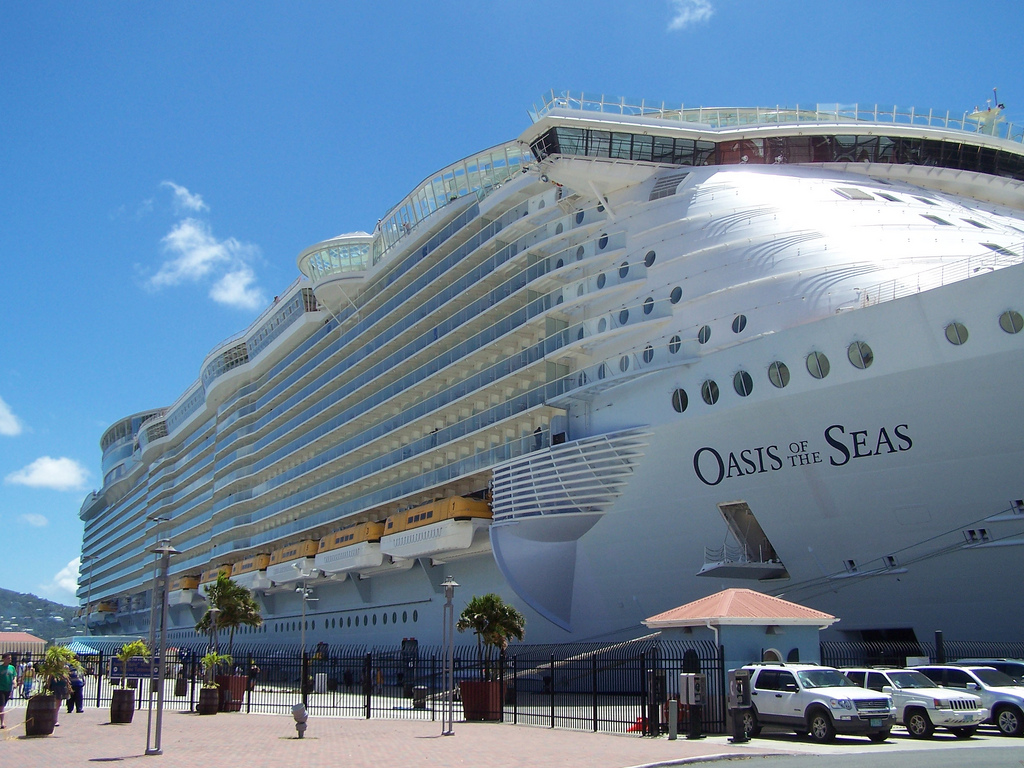

Oasis of the Seas (укр. Оазис морів) — один з найбільших круїзних кораблів у світі.
Власник — круїзне пароплавство «Royal Caribbean International». Порт приписки — Нассау, Багами.
На його побудову було витрачено понад 1,4 мільярда доларів з 12 листопада 2007 р. по 28 жовтня 2009 р. Перший рейс відбувся 1 грудня 2009 р.

## Характеристики
Тоннаж 225 282 брт. Довжина 360 м, ширина 47 м, 60,5 максимальна висота 72 м над водою, осадка 9,3 м. Має 18 палуб (16 пасажирських), місткість 2 700 кают на 5 400 пасажирів, екіпаж складає 2 165 осіб. Мінімальна вартість квитка на двотижневий круїз приблизно 1300 євро.

## Історія судна
Американське пароплавство Royal Caribbean Cruises Ltd. уклало 4 лютого 2006 контракт на будівництво першого судна класу Oasis з фінської суднобудівної верф'ю "Aker Finnyards" (з осені 2008 STX Europe Cruise) спочатку під назвою "Project Genesis", а про ім'я "Oasis of the Seas" стало відомо лише у травні 2008 р. Гаслом пароплавства щодо цього будівництва стала фраза — "Ми будуємо Неймовірне".
Закладка кіля судна під будівельним номером 1363 відбулася на верфі в Турку 19 червня 2007. 21 листопада 2008 р. відбулося затоплення будівельного дока і продовжилося дообладнання судна. Ходові випробування на Балтиці почалися 8 червня 2009 р. і закінчилися вже в середині місяця. 28 жовтня 2009 судно було передане пароплавству.
Вранці 30 жовтня 2009 р. розпочався трансатлантичний перехід в порт приписки Port Everglades в Форт-Лодердейл. Слідуючи по Балтійському морю, Oasis of the Seas ввечері 1 листопада 2009 підійшов до мосту Великий Бельт, що дозволяє проходити суднам висотою до 65 м. Для проходження моста довелося втягнути вихлопні труби. Додатково судно вивели на максимальну швидкість для збільшення «ефекту присідання» на ходу (англ. Squat-effect). Незважаючи на це між надбудовами судна і мостом залишалося близько півметра. З міркувань безпеки на час проходження судна було перекрито рух по мосту.
Після запланованої проміжної зупинки в Солент, де судно покинули працівники верфі, судно продовжило слідування до порту приписки. Під час перетину Атлантики була досягнута максимальна швидкість 24 вузла (приблизно 44 км / год). Сильний вітер і хвилі в Північній Атлантиці пошкодили одне з рятувальних суден. Судно прибуло в порт із запізненням на дві доби, вранці 13 листопада 2009 року.
Церемонія хрещення Oasis of the Seas відбулася 30 листопада 2009 р. у Форт-Лодердейлі. Для представлення семи тематичних ділянок судна пароплавство вирішило призначити сімох хрещених матерів:
- Глорія Естефан — американська співачка, яка вже була хрещеною матір'ю «Empress of the Seas»;
- Мішель Кван — американська фігуристка;
- Jane Seymour — англо-американська акторка і продюсерка;
- Дара Торрес — американська плавчиня і спортивна коментаторка;
- Keshia Knight Pulliam — американська акторка;
- Шон Джонсон — американська гімнастка;
- Daisy Fuentes — кубинська телеведуча, модель та акторка.

У свій перший рейс з Форт-Лодердейл Oasis of the Seas вирушив 5 грудня 2009 року. У програмі був Однотижневий круїз із заходом на Сент-Томас, Сінт-Мартен і Багами. На момент першого рейсу тільки ці порти могли прийняти таке величезне судно. Протягом всього року Oasis of the Seas здійснює круїзи в Карибському морі.

## Корпус
Корпус важить 45 000 тонн і складається з 480 000 частин. Частини збирають під дахом в окремі великі блоки по 600 тонн кожен. Судно збирається гігантським мостовим краном з 181 такого блоку. Проект судна вже на стадії проектування припускав зменшення низькочастотних коливань корпусу в порівнянні з судами типу «Voyager».

## Енергетична установка
Судно обладнано 6 первинними двигунами внутрішнього згоряння виробництва компанії Wärtsilä — трьома 12-циліндровими 12V46D і трьома 16-циліндровими 16V46D чотиритактними V-подібними (45°) дизелями. У корпусі кожного двигуна по два розподільчі вали і по чотири клапани на циліндр. Об'єм двигунів становить 1156684 та 1542246 см³ відповідно. Циліндри: 460,0 × 580,0 мм. Потужність: 13860/18480 кВт (18 850/25 133 к. с.) при 514 об. / Хв. Сумарна потужність становить 97020 кВт (131947 к.с.). Первинні двигуни приводять в обертання головні генератори. До складу основної електростанції, що забезпечує роботу судна у всіх експлуатаційних режимах, входять три головні генератори по 21 000 кВА та три — по 15 800 кВА. На судні застосована єдина електроенергетична система. Основним споживачем електроенергії є система електроруху (веслова електроустановка).
Гвинто-кермові колонки Azipod (інше судно)
Під кормою встановлені три 20-мегаватні гвинтокермові колонки із вбудованими гребними електродвигунами ABB Azipod від компанії Schaeffler Group, здатні обертатися навколо вертикальної осі на 360° і створювати тягу в будь-якому напрямку. У кожному з них два роликових підшипника FAG і один радіальний. Підшипники передають силу тяги і утримують вагу моторів і гвинтів. Більший роликовий має діаметр 850 мм і витримує 430 т, менший має діаметр 620 мм і розрахований на 200 т. Діаметр трьох головних п'яти-лопатевих гвинтів 6,1 м. Для забезпечення маневреності безпосередньо в кілі носової частині розташовані чотири малих гвинта, діаметром понад 3 м і загальною потужністю 20 000 кВт. Завдяки їм судно може розвертатися на місці. Швидкість судна 22,6 вузли, що становить 41,9 км / год. Судно обладнане телескопічними трубами, які можуть зменшувати висоту на 7 метрів, якщо треба проплисти під мостом.

## Розваги на борту
- «Studio B» — як і на суднах класів «Voyager» та «Freedom» на «Оазисі морів» буде справжня льодова ковзанка.
- «Casino Royal» — найбільше казино в світовому круїзному флоті: 450 слот-машин, 27 столів для гри в покер, рулетку, блек-джек і кості. Для новачків будуть проводити уроки гри.
- «Opal Theatre» — театр, розрахований на 1380 глядачів, в якому щотижня демонструватимуть 3 шоу в 4 зміни, для того щоб усі охочі могли подивитися їх у зручний для них час.
- «Blaze» — нічний клуб.
- «Jazz on 4» — джаз-клуб.
- «Dazzles» — дискотека.

Пасажири можуть відпочити в тіні справжніх дерев, так як на судні, вперше в світі, буде посаджений парк з 12 тисяч екзотичних, живих рослин і чагарників та 56-ти дерев.
На борту судна встановлена велика оригінальна карусель ручної роботи, басейни з джакузі, водний парк з водною ареною, казино, магазини і бутіки, де можна купити будь-які продукти харчування та одяг на будь-який смак, ресторани і бари.
Є 750-місцевий водний амфітеатр з фонтанами, трамплінами і пірнаючими вежами на відкритому повітрі і критий театр, на 1300 місць. Є клуб для любителів гумору і джазу. «Оазис морів» буде пропонувати гостям деякі з найбільш захоплюючих театральних постановок. На судні також проходитимуть льодові шоу, циркові, тематичні, та інші розважальні заходи.
Пасажири, які бажають провести час більш активно, можуть скористатися численними спортивними спорудами. На судні є льодова ковзанка, волейбольні та баскетбольні майданчики, поле для гольфу, обладнання для боулінгу, стіни для скелелазіння, фітнес центр, спа-салон. Є можливість займатися серфінгом в спеціально адаптованих для цього басейнах.
Також на кораблі є молодіжна зона і дитячі сади. Спеціальні атракціони для дітей різного віку також розташовані у всіх районах судна.